# Седерин, Биргер
Густаф Биргер Яльмарссон Седерин (швед. Gustaf Birger Hjalmarsson Cederin; 20 апреля 1895, Йёнчёпинг — 22 марта 1942, Стокгольм) — шведский фехтовальщик-шпажист. Серебряный призёр летних Олимпийских игр 1936 года.

## Биография
Биргер Седерин родился 20 апреля 1895 года в шведском городе Йёнчёпинг.
В 1919—1922 годах обучался в Королевском центральном институте гимнастики.
Выступал в соревнованиях по фехтованию за стокгольмский ФФФ (Ассоциацию содействия фехтованию). Стиль Седерина на дорожке отличался скупостью движений, он предпочитал фехтовать без резких, авантюрных приёмов.
В 1936 году вошёл в состав сборной Швеции на летних Олимпийских играх в Берлине. В составе команды Швеции, за которую также выступали Ханс Гранфельт, Свен Тофельт, Гёста Альмгрен, Густаф Дюрссен и Ханс Дракенберг, завоевал серебряную медаль в командном турнире шпажистов. Участвовал только в четвертьфинальном турнире, в котором Швеция проиграла Германии — 7:8, победила Египет — 8:0 и Нидерланды — 9:7.
Умер 22 марта 1942 года в Стокгольме.